# Funky Four Plus One
I Funky Four Plus One (conosciuti anche con il nome di Funky Four Plus One More, più comunemente scritto come Funky 4 + 1) sono stati un gruppo musicale dell'Old school hip hop.

## Carriera
Formatosi nel 1979, il gruppo aveva tra i propri membri una delle prime MCs donne, Sha Rock. Il loro più importante successo fu il brano That's the Joint (considerata una tra le canzoni più significative del Rap della vecchia scuola e campionata da numerosi artisti nel corso degli anni, fra i quali si ricordano i Beastie Boys che la utilizzarono in ben tre brani del loro album Paul's Boutique del 1989: Shardrach, 33% God e nella hit Shake Your Rump); sono pure ricordati anche per aver realizzato altri singoli come Rappin' and Rocking the House, lunga sedici minuti, e King Heroin. Nonostante avessero un notevole apprezzamento tra i seguaci del Rap, i Funky 4 + 1 non pubblicarono mai un vero e proprio LP in studio da solisti, se si eccettua Crash Crew Meets Funky Four, disco (come intuibile già dal titolo) realizzato in collaborazione con i Crash Crew, altro celebre gruppo del Rap degli inizi, e pubblicato nel 1983 per la Sugar Hill Records, dove la metà dell'album è composto da brani dei Funky 4 + 1 (King Heroin, unica canzone inedita, Do You Want To Rock, Feel It (The Mexican) e That's The Joint, queste ultime tre tutte tratte da singoli usciti in precedenza), e per il resto da brani dei Crash Crew.

I Funky 4 + 1 furono le prime star del Rap ad apparire su uno show televisivo nazionale, il Saturday Night Live; molti ritengono erroneamente che a detenere questo record siano stati i Run DMC.

## Storia
La formazione iniziale era composta da Keith Keith (Keith Caesar), KK Rockwell (Kevin Smith), Rahiem (Guy Todd Williams) e Jazzy Jeff (Jeffrey Myree) (da non confondersi con DJ Jazzy Jeff (Jeff Townes) del duo DJ Jazzy Jeff & the Fresh Prince); al gruppo si aggiungeva Sha-Rock (Sharon Green), fra le prime rappers femminili in assoluto comparse sulla scena : da questa "insolita" presenza (che all'epoca veniva considerata una particolarità per un gruppo Rap) nacque l'idea di chiamare il gruppo Funky Four Plus One More. Più tardi Rahiem lasciò il gruppo per unirsi a Grandmaster Flash and the Furious Five, e venne sostituito da Lil' Rodney Cee (Rodney Stone). Ai Funky 4 + 1 partecipava anche DJ Breakout (Keith Williams), deejay personale del gruppo.
KK e Lil' Rodney Cee avevano in precedenza entrambi fatto parte di una crew chiamata The Magnificent 7, prima di incontrarsi con gli altri compagni e dare origine, nel Bronx, ai Funky 4 + 1.
Le radici del gruppo vengono fatte risalire attorno al periodo 1977/78, quando i membri della band, assistendo nei parchi di New York agli show di proto-rap organizzati da pionieri quali DJ Kool Herc e Grandmaster Flash, rimasero impressionati da come il nuovo genere musicale che si stava diffondendo fosse in grado di catalizzare l'attenzione di sempre più pubblico ed ottenere una simile audience tra la gente comune. Dopo essersi dati una denominazione, i Funky 4 + 1 iniziarono le loro prime opere lavorative suonando dal vivo e registrando mix-tapes delle loro esibizioni, che, in maniera conforme a tutti gli altri rapper underground di quell'epoca, venivano poi messi in vendita o altresì diffusi tra gli interessati della musica. Il gruppo fu così notato da Bobby Robinson (noto per aver lanciato sulla scena diversi artisti tra i quali in particolare Gladys Knight And The Pimps, nonché titolare della Enjoy Records, il quale decise di metterli sotto contratto.
Quando i Funky 4 + 1 firmarono per la Enjoy, nessuno dei membri del gruppo aveva un'età superiore ai diciassette anni. Siglato il loro primo contratto con una casa discografica, i Funky 4 + 1 incisero il singolo Rappin' And Rockin' The House (1979), pezzo basato su un campionamento di Got To Be Real di Cheryl Lynn e ritenuto ancor oggi il brano Rap di maggior durata mai pubblicato (oltre 15 minuti, lunghezza superiore anche alla versione estesa di Rapper's Delight). Non soddisfatti del riscontro del pubblico verso il brano, i Funky 4 + 1 manifestarono apertamente il loro disappunto nei confronti della Enjoy, ritenendola colpevole di scarsa promozione del singolo. Il gruppo decise così di rompere il contratto con l'etichetta e di trasferirsi alla Sugar Hill Records, considerata, grazie all'esplosione di Rapper's Delight degli Sugarhill Gang, la casa discografica con maggior potenziale nel mercato Rap di quel momento. Stessa identica iniziativa venne intrapresa da Grandmaster Flash, il quale contemporaneamente ai Funky 4 + 1, abbandonò la Enjoy per firmare un nuovo contratto con la Sugar Hill Records.
Il primo singolo pubblicato per la Sugar Hill Records fu nel gennaio del 1981 That's The Joint, ovverosia proprio il brano per cui vengono maggiormente ricordati, a cui seguì nel 1982 Do You Want To Rock (Before I Let Go), anticipando Feel It (The Mexican) del 1983 . Quest'ultimo brano contiene il campionamento di una canzone intitolata appunto The Mexican (Capitol, 1972) dei Babe Ruth, rock band inglese degli Anni Settanta, dove è accreditato come co-autore il compositore italiano Ennio Morricone, in quanto estraeva elementi dal tema cinematografico del film Per qualche dollaro in più (1965) – fra l'altro, scelta adottata anche dal deejay newyorchese John "Jellybean" Benitez in un suo disco. Questi ultimi due singoli furono pubblicati sotto la semplice denominazione dei "Funky Four". Dopo l'uscita dell'ultimo singolo, nel 1983 il gruppo, considerandosi marginale sulla scena Rap ed in particolare all'interno della Sugar Hill Records per il fatto di non essere riusciti ad ottenere la stessa cassa di risonanza come invece era capitato alla Sugarhill Gang e ai Grandmaster Flash and the Furious Five, prese la decisione di sciogliersi. L'uscita dell'unico album ufficiale della band risale allo stesso periodo per conto della Vogue, etichetta discografica francese sussidiaria della Sugar Hill Records: il disco Crash Crew Meets The Funky Four è composto per metà da pezzi dei Funky 4 + 1 e per l'altra metà dai Crash Crew, dove il brano King Heroin (ispirato dalla più celebre omonima canzone di James Brown del 1972) è l'unico brano non ancora pubblicato singolarmente.
Dopo lo scioglimento dei Funky 4 + 1, la rapper Sha-Rock partecipò ai docu-film Beat This!: A Hip Hop History (1984) – film documentario della BBC sulla cultura hip-hop diretto da Dick Fontaine – e a Beat Street (1984) sull'Hip Hop della prima scuola, dove insieme alle altre rappers Lisa Lee e Debbie Dee eseguono il brano Us Girls (presente anche nell'album della colonna sonora del film) e negli anni successivi Sharon intraprese una carriera solista di secondo piano, per lo più basata su collaborazioni a brani di altri artisti Hip Hop; Lil' Rodney Cee e KK Rockwell formarono un duo chiamato Double Trouble, poi presenti nel film Wild Style (1983), considerato un cult movie dell'Old School Hip Hop, nel quale in particolare è documentata una memorabile battaglia di rapping tra Lil' Rodney Cee e Busy Bee, pioniere e tra i più importanti artisti del Rap delle origini, e per la cui colonna sonora realizzano il brano Stoop Rap,, concludendo di fatto il progetto musicale in coppia.
Anche Jazzy Jeff (Jeffrey Myree), dopo la fine dell'esperienza con i Funky 4 + 1, si limiterà ad una carriera musicale di minore rilievo, con la pubblicazione di alcuni singoli come The Ghetto (uscito nel 1984 e realizzato con lo pseudonimo The Source), Fire (1985), King Heroin (Don't Mess With The Heroin) (1985), Ghetto Life (1988), Real Hip Hop My Man (1988, pubblicato con il nome di Original MC Jazzy Jeff, anche per distinguersi dal più noto DJ Jazzy Jeff, socio artistico di Fresh Prince ossia l'attore Will Smith) e di remix di alcuni pezzi che aveva realizzato all'inizio della sua carriera con i Funky 4 + 1.
Nel 2000, curata dalla Sequel Records, è uscita la compilation Back To The Old School vol.2 - Funky 4 + 1 That's The Joint, nella quale sono presenti due brani inediti registrati precedentemente dal gruppo, durante il periodo in cui era sotto contratto con la Sugar Hill Records: Square Biz e Super Stars.

## Discografia

### Album
- 1983 - Crash Crew Meets Funky Four (Sugar Hill Records – 540065, Vogue – 540065)

### Raccolte
- 1984 - Rapper's Enjoyment - Greatest Rap Hits From 125th (Enjoy Records – PLP-6003)
- 1989 - That's The Joint (P-Vine Records – PLP-6519)
- 2000 - Back To The Old School vol.2 - Funky 4 + 1: That's The Joint (Sequel Records – NEM CD 372, Sequel Records – NEMCD 372)

### Singoli
- 1979 - Rappin' And Rocking The House (Enjoy Records – 6000)
- 1980 - That's The Joint (Sugar Hill Records – SH 108)
- 1982 - Do You Want To Rock (Before I Let Go) (12") (Sugar Hill Records – SH 586) (come Funky Four)
- 1983 - Feel It (The Mexican) (12") (Sugar Hill Records – SH-463) (come Funky Four)